# BAR1 Motorsports
Brian Alder,, auparavant team manager chez Intersport Racing (en), a fondé en 2011 le BAR1 Motorsports, une équipe américaine de sport automobile. Elle s'engagera tout d'abord sous le nom de Merchant Services Racing mais utilisera son propre nom à partir de la saison 2013.
Elle a participé à différentes compétitions automobiles aux États-Unis telles que l'American Le Mans Series et le WeatherTech United SportsCar Championship et est basée à Plain City.

## Historique

### Résultats enAmerican Le Mans Series
En 2012, le Merchant Services Racing engage 2 Oreca FLM09 Chevrolet dans la catégorie Prototype Challenge, la n°7 et la n°8. L'écurie se callsera à une belle 3e place de la catégorie.
| Pos | Team                     | SEB | LBH | LGA | LRP | MOS | MOH | RAM | BGP | VIR | PLM | Total |
| --- | ------------------------ | --- | --- | --- | --- | --- | --- | --- | --- | --- | --- | ----- |
| 3   | Merchant Services Racing | 4   | 4   | 5   | 0   | 5   | 3   | 3   | 4   | 6   | 5   | 100   |

Pour 2013, sa première saison sous son propre nom, le BAR1 Motorsports engage 2 Oreca FLM09 Chevrolet dans la catégorie Prototype Challenge, la n°7 et la n°8. 7 pilotes se relaieront aux volants de ces voitures et la saison se soldera par 3 victoires de catégorie qui permettront à l'écurie de finir à la deuxième du championnat Prototype Challenge.
| Pos. | Ecurie           | SEB | LBH | LGA | LRP | MOS | RAM | BGP | AUS | VIR | PLM | Total |
| ---- | ---------------- | --- | --- | --- | --- | --- | --- | --- | --- | --- | --- | ----- |
| 2    | BAR1 Motorsports | 2   | 4   | 4   | 4   | 3   | 2   | 0   | 1   | 1   | 1   | 145   |

### Résultats enWeatherTech United SportsCar Championship
En 2014, pour la première saison du Tudor United SportsCar Championship, le BAR1 Motorsports engage de 2 Oreca FLM09 Chevrolet dans la catégorie Prototype Challenge. Contrairement à la première saison, les numéros des voitures changeront pour devenir le n°88 et la n°87. La n°88 participera pratiquement à l’intégrabilité du championnat tandis que la n°87 ne participera qu'a 4 courses. Cette seconde saison sera plus difficile que la première et les voitures du BAR1 Motorsports se sont classées à la dernière et avant derni-ère place de la catégorie Prototype Challenge.
| Pos. | Équipe                  | DAY | SEB | LGA | KAN | WGL | IMS | ELK | VIR | AUS | ATL | Total Points |
| ---- | ----------------------- | --- | --- | --- | --- | --- | --- | --- | --- | --- | --- | ------------ |
| 10   | No. 88 BAR1 Motorsports |     | 6   | DNS | 8   | 2   | 9   | DNS | DNS | 8   | 11† | 130          |
| 11   | No. 87 BAR1 Motorsports | 7   | 8†  |     |     |     |     |     |     | 6   | 8   | 76           |

Pour 2015, comme à son habitude, le BAR1 Motorsports engage de 2 Oreca FLM09 Chevrolet dans la catégorie Prototype Challenge. Les numéros des voitures changeront de nouveau pour devenir le n°16 et la n°61. La n°16 participera pratiquement à l’intégralité du championnat tandis que la n°61 ne participera qu'a 2 courses. Comme en 2014, les résultats de l'écurie ne sont pas bon et elle placera ses voitures à la 7e et 8e place dans une catégorie ou voitures participaient au championnat.
| Pos. | Équipe               | DAY | SEB | LBH | LGA | WGL | MOS | ELK | VIR | AUS | ATL | Points | NAEC |
| 7    | #16 BAR1 Motorsports | 81  | 7†  | 5   |     | 3   | 2   | 5   | 5   | DNS | 3   | 178    | 14   |
| 8    | #61 BAR1 Motorsports | 5†  |     |     |     |     |     |     |     | 7   |     | 26     | 0    |

En 2016, le BAR1 Motorsports engage de nouveau 2 Oreca FLM09 Chevrolet dans la catégorie Prototype Challenge. Les numéros des voitures changeront de nouveau pour devenir le n°20 et la n°26. La n°20 participera à l’intégrabilité du championnat tandis que la n°26 ne participera qu'a 3 courses. Les performances sont en progrès car la saison commencera par une 3e place de catégorie aux 24 Heures de Daytona. La régularité de la voiture permettra à le n°20 de finir le championnat à une 6e place en catégorie Prototype Challenge, meilleure classeument de l'écurie dans depuis sa participation à ce championnat.
| Pos. | Équipe                      | DAY | SEB | LBH | LGA | BEL | WGL | MOS | LIM | ELK | AUS | ATL | Points | CEAN |
| 6    | No. 88 Starworks Motorsport | 7   | 7   | 5   | 7   | 6   | 3   | 7   | 5   | 9   | 8   | 4   | 287    | 27   |
| 9    | No. 26 BAR1 Motorsports     | 5   |     |     |     |     |     |     |     | 8   | 7   |     | 76     | 10   |

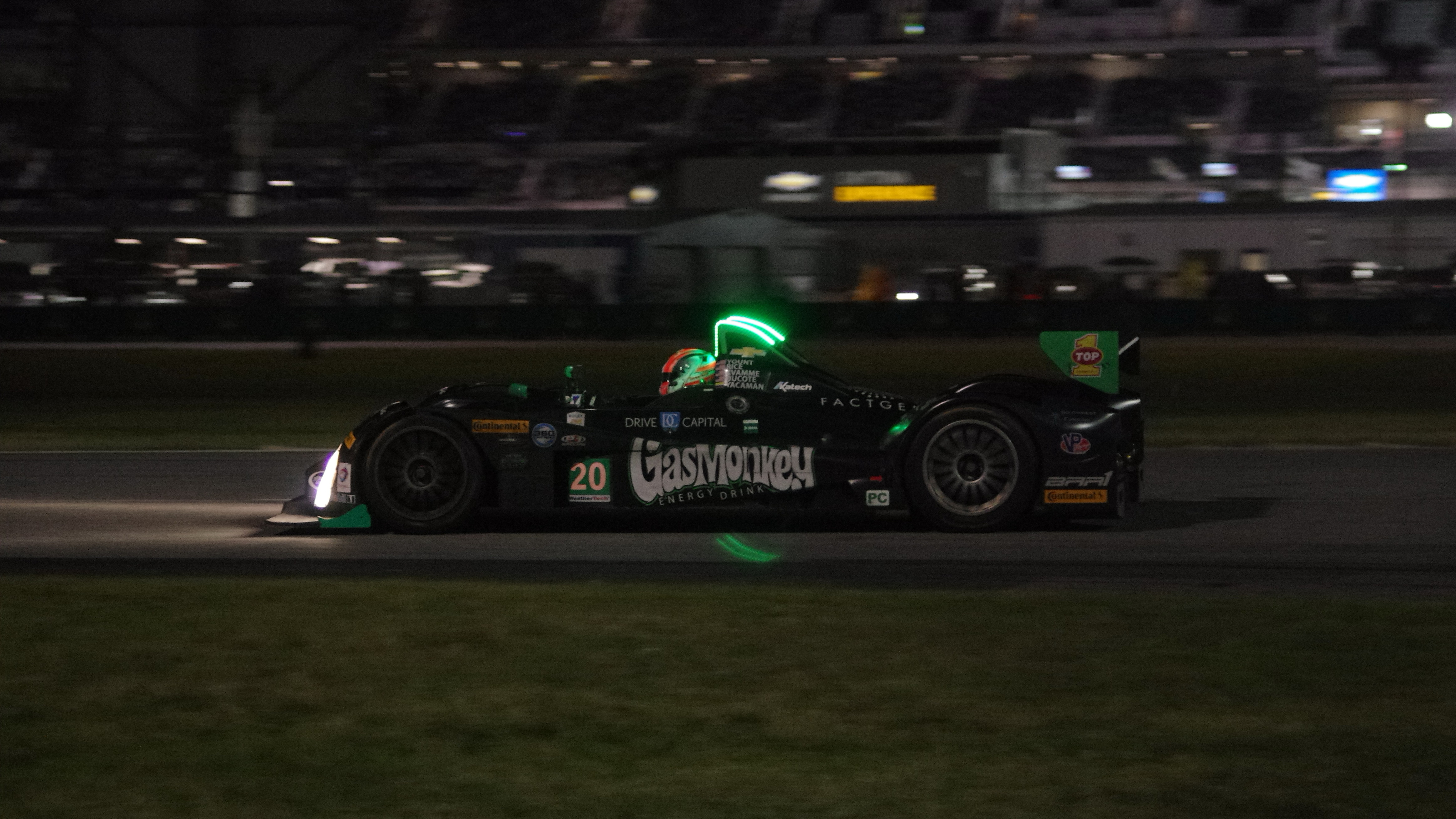
BAR1 Motorsports - 24 Heures de Daytona 2017

En 2017, dernière année de la catégorie Prototype Challenge dans le championnat, le BAR1 Motorsports engage de nouveau 2 Oreca FLM09 Chevrolet. Les numéros des voitures n°20 et n°26 seront conservé par rapport à la saison précédente. La n°20 réalisera l'exploit de battre le Performance Tech Motorsports, écurie qui avait remporté l'intégralité des courses jusqu'au Petit Le Mans 2017, lors de la dernière manche du championnat.
En 2018, la catégorie Prototype Challenge n'existant plus. Après avoir considéré un temps d'engager des Oreca 07, l'écurie engage finalement une Riley Mk. 30 dans le championnat avec comme ambition de participer également aux 24 Heures du Mans.

## Pilotes
- Brian Alder
- Doug Bielefeld
- Shelby Blackstock (en)
- Nicholas Boulle
- Ivo Breukers
- Daniel Burkett (en)
- David Cheng
- Chris Cumming
- Tomy Drissi
- Marc Drumwright
- Chapman Ducote
- Ryan Eversley (en)
- John Falb
- James French
- Brendan Gaughan (en)
- Garett Grist
- Bruce Hamilton
- Trent Hindman
- Stefan Johansson
- Derek Jones
- Bruno Junqueira
- Tõnis Kasemets
- Gaston Kearby
- James Kovacic
- Mark Kvamme
- Ryan Lewis
- Eric Lux
- Kyle Marcelli
- Matthew McMurry
- Adam Merzon
- Rusty Mitchell (en)
- Johnny Mowlem
- Tom Papadopoulos
- Martin Plowman
- Alex Popow
- Sean Rayhall
- Buddy Rice
- Remo Ruscitti
- Todd Slusher
- Colin Thompson (en)
- James Vance
- Ricardo Vera
- Stefan Wilson
- Gustavo Yacamán
- Don Yount